# Teraz ty (singel)
Teraz ty - singel rapera Libera i Natalii Szroeder. Wydawnictwo ukazało się 25 sierpnia 2014 roku nakładem wytwórni muzycznej Warner Music Poland na podstawie licencji udzielonej przez Gorgo Music. Muzykę do słów Piotrowskiego skomponował Mateusz Mijal. Utwór został wyprodukowany, zmiksowany i zmasterowany przez Jarosława Barana.
Do utworu powstał teledysk, który zrealizowała grupa filmowa AG Studio.

## Notowania
| Rok  | Lista                                           | Miejsce |
| ---- | ----------------------------------------------- | ------- |
| 2014 | AirPlay – Top                                   | 4       |
| 2014 | Poplista RMF FM                                 | 1       |
| 2014 | Lista Przebojów Radia Białystok                 | 3       |
| 2014 | Lista Przebojów Polskiego Radia Pomorza i Kujaw | 7       |